# Carlos Gómez (labdarúgó)
Carlos Gómez Casillas (Mexikóváros, 1952. augusztus 16. – San Luis Potosí, 2017. december 16.) mexikói válogatott labdarúgó. 

## Pályafutása

### Klubcsapatban
1970 és 1978 között a León, 1978 és 1980 között a Monterrey csapatában játszott. 1980 és 1982 között a Puebla FC, 1982 és 1984 között az Atlético Potosino játékosa volt.

### A válogatottban
1977 és 1978 között 6 alkalommal szerepelt az mexikói válogatottban. Tagja volt az 1977-ben CONCACAF-bajnokságot nyert válogatott keretének és részt vett az 1978-as világbajnokságon is.

## Sikerei, díjai
Club León
- Mexikói kupagyőztes (2): 1970–71, 1972–73
- Mexikói szuperkupagyőztes (2): 1971, 1972

Mexikó
- CONCACAF-bajnok (1): 1977